# Семипалатинская-Абалацкая икона Божией Матери
Семипала́тинская-Абала́цкая ико́на Бо́жией Ма́тери — православная икона Божией Матери. Один из самых почитаемых списков с Абалацкой (Абалакской) иконы Божией Матери «Знамение». Написана в начале XVII века. Утрачена в 30-х годах XX века. Воссоздана «мера в меру» в 2018 году. Одна из икон, наиболее почитаемых в Прииртышье и Западной Сибири.
Празднование в честь иконы совершается 8 (21) июля и 27 ноября (10 декабря).
Икона относится к каноническому изображению Богоматери Оранта. Богородица воздевает руки к небу в молитвенной позе, на Её груди образ Младенца Иисуса Христа. По сторонам иконы изображены святитель Николай Мирликийский и преподобная Мария Египетская.

## Написание иконы
Образ является точным списком с иконы Знамения Пресвятой Богородицы, прославившейся своими чудесами и известной под именем — Абалакской иконы Божией Матери (явившейся в Тобольске 20 июля 1636 года). Местом нахождения её был Абалакский Знаменский монастырь. Эта икона имеет много списков. Самый известный и чтимый из них — Семипалатинский-Абалацкий.
Когда прославленная в Абалаке икона получила известность не только в Тобольской епархии, но и за её пределами, то её стали носить на далекие расстояния для поклонения: в города Тюмень, Верхотурье, Туринск и другие. Многие богомольцы, стекавшиеся в Абалак за сотни километров на поклонение чудотворной иконе, не заставали её. Это огорчало их и возбуждало в них неудовольствие и ропот. Чтобы устранить неудобство, было решено написать список с Абалакской иконы. Вскоре список был исполнен тем же протодиаконом Тобольского Софийского собора Матвеем Мартыновым, который написал и подлинную икону. Список точный — только величина его уменьшена. Даже состав красок был с подлинною одинаков. С этого времени подлинная икона уже всегда оставалась в Абалаке, а копию носили богомольцы по городам, селам, деревням и посёлкам обширной в то время Тобольской епархии. Вскоре и от этой иконы стали происходить чудеса.

## История

### Перенесение иконы в Казахстан
Появлению копии Абалакской иконы на территории современного Казахстана, мы обязаны генерал-майору Ивану Михайловичу Лихареву, который в 1720 году был командирован из Санкт-Петербурга в Сибирь с приказанием построить Устькаменогорскую крепость. Снарядив флотилию в Тобольске и добравшись до Абалака, Лихарев попросил местное духовенство принести на корабль чтимый список Абалакской иконы Божией Матери «Знамение», чтобы отслужить перед ней напутственный молебен. Согласно преданию, во время чтения Евангелия все суда без человеческой помощи неожиданно снялись с якорей и, движимые силою Божией, поплыли вверх по Иртышу. Дойдя до Семипалатинской крепости, судно, на котором находилась икона, остановилось и, несмотря на все усилия команды сдвинуть его с места, не трогалось с места. Тогда Лихарев приказал перенести икону с судна и поставить её в крепостном храме Святых Антония и Феодосия Печерских. После этого судно легко снялось с места, и Лихарев, со своими людьми, отплыл дальше.
Впоследствии, абалацкое духовенство требовало вернуть икону в Абалак, но семипалатинцы отказывали в этом, не желая расставаться с иконой. Тогда Тобольский  митрополит Филофей (Лещинский), в схиме Феодор, повелел оставить икону навсегда в Семипалатинске, но, обязал семипалатинцев написать точную копию с неё и отправить в Абалак. Список должен был во всем походить на семипалатинский и видом и размером, что и было исполнено.
В 1740 году икона исчезла из храма в Семипалатинске. По преданию, после долгих поисков она была найдена в полутора километрах от крепости, на отдельном тополе, у горного ключа с ярко горящей перед нею свечой. Икона была снята и возвращена в церковь, а ключ получил название Святой. Согласно более обширному преданию об обретении иконы, которое привёл священник Димитрий Алексинский, икону обнаружил один татарин, поехавший в лес за дровами. Когда он понял, что заблудился, то стал молится Богу и тут же увидел в кромешной тьме спасительный огонек и пошел на него. Подойдя ближе, увидел величественный тополь, а на нем икону и горящую перед ней свечу. Опознав местность, он благополучно возвратился домой, после чего зашел к православному священнику рассказать об увиденном. Священнослужитель, взяв с собой несколько казаков, отправился на место, которое указал татарин. Там все увидели икону. Они попытались снять её с дерева, однако никто не смог этого сделать. Тогда татарин омочил руки в ключе, после чего снял икону, которая была возвращена на прежнее место в крепостную церковь. Ключ стал местом паломничество многих православных людей. Впоследствии на месте обретения иконы появился женский монастырь.
В 1767 году Семипалатную крепость из-за наводнений решили перенести на новое место, выше по Иртышу на 17 км, где находится нынешний город Семей (Семипалатинск). В 1782 году крепость была переименована в уездный город Семипалатинск, туда же был перенесен чудотворный образ в воздвигнутый Знаменский собор. Икона стала главной святыней храма и нашла своё место в нижнем ряду иконостаса главного предела, слева от царских врат.
Огромное количество людей стремилось на поклонение чудотворной иконе. Исторические источники того времени отмечают, что в Знаменском соборе в приделе, освященном во имя святых преподобных Антония и Феодосия Киево-Печерских, хранилась ещё одна Абалацкая икона Божией Матери такого же размера и вида, как чудотворный список. Этот список, а иногда и подлинный список с Абалакской иконы носили по городам и селам Прииртышья, вплоть до города Омска. 7 июля, в день празднования Явления иконы Пресвятой Богородицы во граде Казани (1579), ежегодно из Знаменского собора Семипалатинска на Святой Ключ совершался многочисленный крестный ход с чудотворной Семипалатинской-Абалацкой иконой «Знамение» Пресвятой Богородицы.

### Утрата иконы
В 1902 году на Святом ключе (месте обретения иконы, после её исчезновения в 1740 году), была образована женская община. В 1912 году по решению Святейшего Правительствующего Синода община была преобразована в Свято-Ключевский Знаменский женский общежительный монастырь.
В марте 1921 году монастырь официально упразднили и в дальнейшем разорили. В 1929 году храмовое имущество, в том числе и монастырскую копию Семипалатинской-Абалацкой иконы Божией Матери, было решено передать Воскресенскому храму Семипалатинска, который до 1937 года оставался единственной действующей православной церковью в городе. Чудотворный образ Семипалатинской-Абалацкой иконы, находившийся в Знаменском соборе Семипалатинска, оказался у обновленцев. За это время золотая, украшенная драгоценностями риза иконы подверглась разграблению.
В феврале 1929 году группа православных верующих, настаивая на передаче им Знаменского собора, обязательным условием выдвигала то, что Знаменский Собор должен быть возвращен православным «со всем культовым имуществом и обязательно с его святыней Чудотворной иконой Знамения Божией Матери». Собор так и не вернули православным. В 1933 году он был взорван, и чудотворная Семипалатинская-Абалацкая икона Божией Матери бесследно исчезла.

### Возрождение
В декабре 1998 года, накануне праздника Знамения Пресвятой Богородицы, архиепископ Алексий (Кутепов), Алма-Атинский и Семипалатинский (впоследствии митрополит Тульский и Ефремовский) благословил читать каждую пятницу акафист перед чтимым образом «Знамение» Семипалатинско-Абалацкой Божией Матери в Воскресенском соборе (список Семипалатинской-Абалацкой иконы, ранее находившийся в монастыре на Святом ключе).
Молебен с акафистом служится в 14 часов. После молебнов прихожане стали замечать, что  очень темный образ начал постепенно просветляться и обновляться, а среди молящихся стали умножаться случаи исцеления от различных недугов.
В 2018 году по благословению епископа Усть-Каменогорского и Семипалатинского Амфилохия, трудами Президента Благотворительного фонда «Энергия Жизни» Александра Васильевича Холдина «мера в меру» была воссоздана икона Божией Матери «Знамение» Абалакская-Семипалатинская в иконописной школе при Тобольской Духовной семинарии. Иконописец — Горетонцев Константин. Икона освящена в Свято-Знаменском Абалакском мужском монастыре города Тобольска наместником-игуменом Серафимом (Красновым). 30 октября 2018 года, образ был доставлен в Семипалатинск (Семей) и помещен в Воскресенский кафедральный собор.